# Pipoidea
Super-famille
Synonymes
- Xenoanura Savage, 1973

Familles de rang inférieur
- Rhinophrynidae Günther, 1859
- Pipidae Gray, 1825
- Palaeobatrachidae †
- genre Cratopipa Carvalho, Agnolin, Rolando, Novas, Xavier-Neto, de Freitas & de Andrade, 2019 †

Les Pipoidea sont un clade d'amphibiens indifféremment considéré comme un sous-ordre (définition d'origine), une super-famille, ou un taxon non-hiérarchisé. Comme il n'existe aucune classification des batraciens faisant véritablement autorité, Vitt et Caldwell (2014), ignorant les Pipoidea, désignent par  Xenoanura un clade analogue, comme Frost et al. (2006).
En 1993, les Pipoidea ont été définis par Ford et Cannatella comme un taxon regroupant les derniers ancêtres communs aux Pipidae vivants et Rhinophrynidae et leurs descendants.
Les synapomorphies qui distinguent les Pipoïdes sont l'absence d’os mentomeckelien, l'absence de crêtes latérales sur le parasphénoïde, la fusion des os frontopariétaux en un corps azygueux, des capsule otiques hypertrophiées ; des têtards dépourvus de bec et de denticules, portant une paire de spiracles,. Des recherches génétiques plus récentes ont prouvé que les Pipoidea foorment bien un groupe monophylétique.
Le plus ancien fossile rattaché à ce groupe est Rhadinosteus, au Jurassique Supérieur en Amérique du Nord, toutefois plus proche des Rhinophrynidae que des Pipidae. Les plus anciens fossiles de Pipimorpha, qui regroupent tous les pipoïdes apparentés aux Pipidae, apparaissent au Crétacé inférieur ou au Jurassique supérieur, dépendant de l'âge (encore débattu, Tithonien ou Berriasien) de la formation Anoual, dont le site de Ksar Metlili a fourni des fossiles d'Aygroua anoualensis, le plus ancien pipimorphe connu.